# Cathédrale de la Sainte-Trinité de Petropavlovsk-Kamtchatski
Pour les articles homonymes, voir Cathédrale de la Sainte-Trinité.
La cathédrale de la Sainte-Trinité (en russe : Собор Троицы Живоначальной, Sobor Troïtsy Jivonatchalnoï) est la cathédrale diocésaine orthodoxe de l'éparchie de Petropavlovsk et Kamtchatka. Elle se trouve à Petropavlovsk-Kamtchatski, centre administratif du kraï du Kamtchatka, en Extrême-Orient russe, sur la rue de Vladivostok.

## Histoire

### De 1999 à 2010
La décision de construite la Cathédrale, dédiée à la Trinité, a été prise le 9 août 1999, et un conseil fut constitué pour diligenter sa construction, avec comme président honoraire Alexis II de Moscou, patriarche de Moscou. L'architecte choisi fut Oleg Loukomsky, avec son projet dans le style néo-russe. Un institut de design a aussi été contracté, Kamchatskgrazhdanproekt.
Le 18 juillet 2000, le chantier a été consacré avec la pose de la première pierre. Le 8 juin 2002, une plaque commémorative a été posée, ainsi que des reliques de saints. En 2002, les murs ont été partiellement érigés, puis en 2003, les plafonds sont progressivement apparus. L'année suivante, les murs ont été bétonné, et la charpente assemblée.
En 2005, la construction des murs et des plafonds de la partie supérieure a été achevée, puis l'année d'après, les dômes ont commencé à être érigés. Ils ont été achevés l'année suivante. En parallèle, les travaux intérieurs ont commencé, et en 2008, le stylobate a commencé à être construit. En 2009, les murs du stylobate ont été érigés, et en 2010, les murs du stylobate ont été finis, tandis que la peinture de la cathédrale a commencé. L'iconostase a été installé,.

### Depuis 2010
Le 20 septembre 2010, le patriarche Cyrille de Moscou a célébré la consécration de l'église. Le 29 septembre 2013, lors du 20e anniversaire du diocèse de Petropavlovsk et Kamtchatka, une grande fête religieuse a eu lieu dans l'église, en l'honneur de l'icône Vladimir de la Mère de Dieu. En 2014, avec le soutien du gouverneur d'alors Vladimir Ilioukhine, les travaux pour le centre spirituel, avec une bibliothèque diocésaine, une classe de catéchèse, une salle de théâtre et un café ont commencé. Les travaux bénéficient aussi du soutien de la municipalité de Petropavlovsk-Kamtchatski.
Dans la nuit du 28 janvier 2012, des braqueurs se sont introduits dans la cathédrale, et ont mis feu à l'iconostase, car n'ayant pas trouvé d'argent. L'incendie a rapidement été maîtrisé, mais a endommagé le bâtiment et les ustensiles.
Grâce aux dons des paroissiens, une chapelle est en cours de construction près de l'église, destiné à accueillir les mariages. Sinon, la construction se poursuit dans l'église, en particulier la peinture, qui est dirigée par l'artiste russe Igor Miasnikov (ru). La peinture doit représenter les principaux évènement de l'histoire du Kamtchatka, dont le siège de Petropavlovsk.
Un clocher est aussi en cours de construction à côté de la cathédrale. En 2015, une chapelle a été ouverte et sacralisée juste à côté. Le projet de la cathédrale a bénéficié de dons de Vladimir Poutine, d'Alexis II, ainsi que de Gazprom, qui a donné 230 millions de roubles,,.

## Caractéristiques
L'édifice possède des caractéristiques particulières, dû à la région dans laquelle elle se trouve. Elle est entièrement aux normes antisismiques, pouvant résister à un séisme de magnitude 10 sur l'échelle de Richter. L'architecture est de style néo-russe, avec une superficie de 1 600 m2. Le rez-de-chaussée est de 700 m2, tandis que l'étage fait 900 m2. La hauteur de la cathédrale est de 42,5 mètres. Elle peut accueillir 2100 personnes, dont 800 au rez-de-chaussée et 1300 à l'étage.